# Карантания
Каранта́ния (словен. Karantanija, Korotan) — государство славян в восточных Альпах в VII—IX веках.
Карантания считалась славянским племенным княжеством, или герцогством в Восточных Альпах. По некоторым данным, его можно считать самым старым славянским государственным образованием, хотя, несмотря на славянское большинство населения, по своему происхождению и развитию оно было полиэтническим.
Государство возникло в VII веке, и несмотря на потерю внешней независимости в 745 году и частичную потерю внутренней независимости в качестве племенного герцогства, оставалось серьёзным государственным образованием до конца IX века. В связи с этим этническая группа карантанских славян распространилась по Восточным Альпам в середине IX века и оставалась довольно сильной даже в X веке. Со временем Карантания и этническая группа карантанских славян начали ослабевать и угасать. Во второй половине X века, на основе старой Карантанской государственности с укреплением западноевропейского феодализма, начало вновь формироваться и становиться более сильным государством герцогство Каринтия.
В VIII веке Карантания приняла христианство. В середине того же века, ослабленная войнами с аварами, попала в вассальную зависимость от Баварии; в начале IX века вошла в состав Восточной марки Франкского государства.

## Возникновение
В 568 году германское племя лангобардов ушло с нынешней словенской территории и вторглось в Италию. Авары и славяне стали селиться на свободных землях. Область, заселённая славянами, также была населена остатками романизированных коренных народов, которые до тех пор частично сохраняли христианство. Поселение славян в Восточных Альпах подтверждается изменением в восточноальпийском регионе во второй половине VI века традиций, культуры и прежде всего появлением новой славянской речи.
После 591 года славяне проникли на всю территорию у истоков Дравы и противостояли баварцам. Баварская граница временно обосновалась в восточном Тироле. Уже в 595 году название земли славян (латинская Sclaborum provincia) появилось в исторических источниках[каких?] у восточноальпийского региона. Славяне в Восточных Альпах, как и славяне в Паннонии, были подчинены власти аварских каганов.
В начале VII века, с ослаблением аварского могущества, на территории современной южной Каринтании развился относительно самостоятельный этнос славян (латинские Vinedi) с его князем Валуком (лат. Wallux dux Winedorum). В 623 году он, вероятно, вступил в племенной союз славян под руководством франкского купца короля Само. После распада государства Само в 658 году этнос славян с центром в замке Крн к северу от современного Клагенфурта, ныне известный как карантанцы, сохранил свою независимость.
Когда каранты обратились к баварцам за помощью в защите от аваров в 743 году, им пришлось признать баварское господство и отправить в заложники сына князя Борута Горазда и племянника Хотимира, который был крещён баварцами. Борута сменил в 750 году Горазд, который умер после трёх лет правления; после его смерти его сменил двоюродный брат Хотимир. С начала княжения Хотимир занялся христианизацией территории, которая проходила во главе с региональным епископом Карантании Модестом, и в дальнейшем были приглашены ирландские миссионеры из Зальцбурга. Крещение вызвало три неудавшихся восстания. Первое началось после смерти Модеста в 763 году, второе — в 765, но оба их князь быстро подавил. Последнее восстание вспыхнуло после смерти князя Хотимира, в 769 году, и продолжалось до вмешательства баварского принца Тасила III в 772 году, за это время новым князем стал Вальтунк, который продолжил миссию по христианизации населения. Именно с работой миссионеров в Карантании можно связать появление славянских литургических текстов, которые позднее, в конце X — начале XI веков, были записаны в памятниках из Брюгге.
После поражения и отстранения от власти мятежного герцога Баварского Тасила III в 788 году Карантания была включена вместе с Баварией во Франкское государство Карла Великого. После разрушения Аварского каганата в 796 году и реорганизации территориального устройства приграничных районов Франкии (не позднее 803 года) Карантания стала частью баварского Восточного маркграфства, но всё ещё сохраняла внутриплеменное устройство. В это время на его юге появилось ещё одно славянское княжество — Карниола.
Вдоль реки Дравы карантанцы сражались с франками в 819 и 820 годах и сожгли монастырь в Бишофсхофене в 820 году. Тем не менее, в том же году они были побеждены графом Фриуля Бальдериком, и Карантания находилась в подчинении у фриульских племён в течение нескольких лет. После полного подавления народного восстания в 823 году франки реорганизовали администрацию в 828 году, и в пограничных племенных княжествах местных славянских князей заменили франкские графы. Последнего карантанского принца Этгара сменил граф Баварии Хелмвин.

### Каролингская Карантания между 820—828 и 900 годами

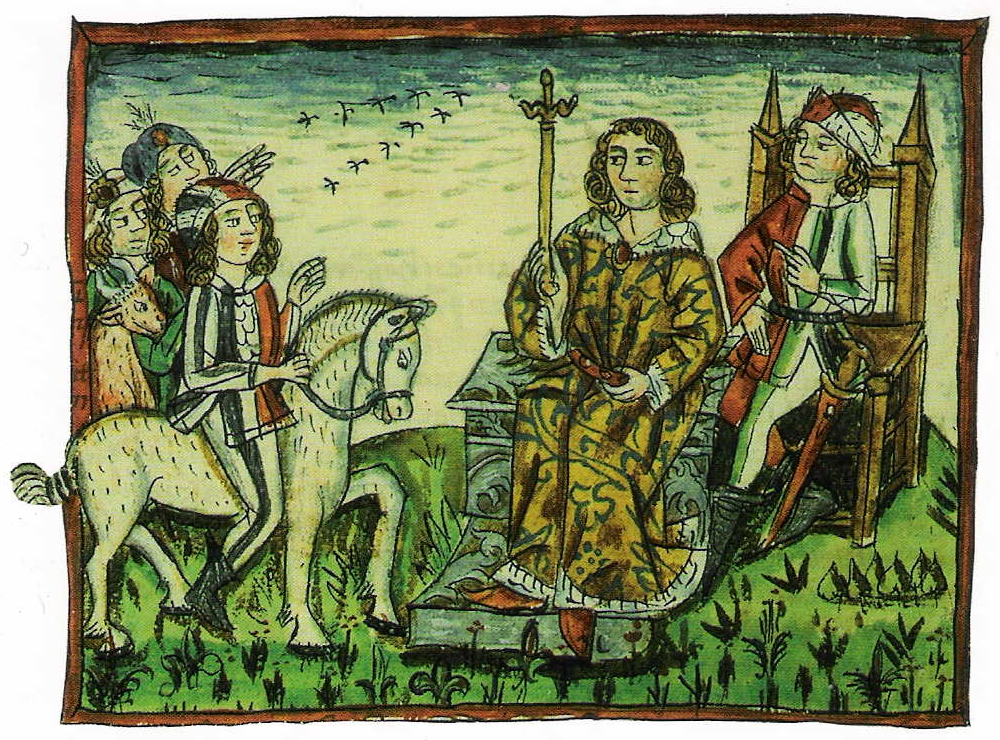
Инсталляция герцогов Каринтии согласно средневековой хронике

Существует теория о том, что Карантания потеряла своих князей и внутреннюю независимость не позднее чем в 820—828 годах, и именно в это время иностранный граф Хелмвин заменил отстранённого от престола словенского принца Этгара. Такой вывод можно сделать из двух косвенных доказательств. Во-первых, после восстания в Людвице карантяне, карниоланы и авары больше не упоминались как внутренне независимые народы, во-вторых, уже в 822 году первая зарегистрированная вражда с франками проявилась в Карантании. Также существуют отдельные менее радикальные теории, например, мнение Хервига Вольфрама о том, что пожертвование баварской королевы ещё не означало падения племенного княжества, а лишь подготовку почвы для последующего введения графской администрации. Более радикальная, но, как правило, неприемлемая гипотеза состоит в том, что эти герцоги баварского происхождения — на самом деле карантанские (а не баварские) герцоги, которым на их каринтийской земле была предоставлена графская администрация в дополнение к власти герцогства. Но само введение графства, которое является институтом франкского государства для регулирования внутренних дел, является прямым доказательством того, что Карантания и Карниола потеряли свою внутреннюю независимость от языческой администрации и что они явно были включены во Франкское государство.
Однако с 828 года Карантания всё более прочно укреплялся во франкской администрации и феодальной системе. Карантания управляется графами баварского происхождения. Начиная с 828 года она была частью восточной префектуры Франков, которая также включала районы Верхней Паннонии, Нижней Паннонии и Карниолы. Франкский правитель Людовик Немецкий понял, что великая восточная префектура породила мятежных префектов, и поэтому исключил Нижнюю Паннонию и Карантанию из префектуры и передал остаток префектуры своему сыну Карломану в 854 году. Тем не менее Карломан вскоре воспротивился своему отцу, изгнав Людовика, лояльного графа Карантании, между 857 и 861 годами и графа Кочеля из Нижней Паннонии. Таким образом Восточная префектура Карломана обеспечила себе старые границы. С тех пор и до 887 года префект также был графом Карантании. Объединение двух властных функций в одном лице имело важные последствия в карантанском этногенезе, так как название Карантания вскоре распространилось на всю восточную префектуру. Префектура Восточной Каринтии охватила всю территорию альпийских славян с быстрым распространением каринтийской этнической принадлежности, в том числе из-за того, что феодальная прослойка был всё ещё слишком слаба и правителям приходилось полагаться на славянские племенные традиции.
У Карломана не было законных сыновей, поэтому он попытался дать своему незаконнорождённому сыну Арнульфу наилучшую возможность для социального продвижения: он позволил франкам придать ему фиктивный статус полного каролинга, также получив титул сына королевской семьи. В 876 году, когда Карломан завоевал Баварию, Карантанию и всю (включая Кокле) Паннонию в 876 году, он присвоил Карантании и Паннонии название «Regnum Carantanum» (регнум — «королевство») для своего внебрачного сына Арнульфа. Когда Карломан умер в 880 году, его брат Людовик III оставил Арнульфу его территории, которые включали в себя области Карантанию, Верхнюю и Нижнюю Паннонию и округа вдоль Савы. Летописцы того времени указывают на то, что у Арнульфа даже были королевские полномочия в разрешении междоусобиц в Карантании, указывающие на внутреннюю независимость области. После смерти дяди Людовика III в 882 году положение Арнульфа ещё более усилилось: он стал весьма влиятельной фигурой в баварской политике, выступая в качестве баварского лидера. В это время Арнульф добился почти полного внутреннего и внешнего суверенитета, называл себя правителем и полководцем и считал, что может самостоятельно вести войну с князем Святополком, невзирая на решение франков о прекращении войны.
Во время правления Арнульфа области Карантании на Паннонской равнине подвергались атакам Великой Моравии. Великоморавский правитель Святополк собрал армию, чтобы успешно сражаться с Арнульфом в 882—884 годах. Вскоре Паннония была уничтожена, многие люди были убиты, лидеры либо взяты в плен, либо изуродованы, а затем возвращены (некоторым отрезали руки, другим — языки, третьим — гениталии), Карантания, смертельно ослабленная на востоке, вскоре подверглась нападению со стороны венгров. Ирония судьбы заключается в том, что Арнульф, желавший отомстить Великой Моравии, назвал венгров своими союзниками в 892 году, однако после смерти Светополка в 894 году венгры напали на территории Арнульфа и вторглись в Паннонию. Затем венгерское вторжение возглавил Альмош, а нападения продолжил его сын Арпад. Чтобы защитить себя от венгерского вторжения, Арнульф обратился к вассалу славянского князя Браслава и оставил его в районе Нижней Паннонии с Костелом Блатена. Это исключило большую площадь из (бывшей) Карантании. Таким образом, территория вокруг Птуя в течение очень короткого времени попала под власть Браслава. Но борьба Браслава против венгров была тщетной. Браслав больше не упоминается после 896 года. В дополнение к опустошённой Паннонии, общая причина слабости Франкского объединения против венгров заключалась в том, что многим городам было запрещено объединяться. Однако венгры привезли в Европу навык использования стремян для езды верхом, неизвестный до этого европейцам и позволявший умело передвигаться на благородных скакунах при внезапном нападении, уходе от погони и для устройства засад, благодаря чему венгры были искусными наездниками и освоили паннонские степи. Паннония была захвачена не позднее 899/900 года. Арнульф умер в 899 году. Вслед за этим венгры полностью оккупировали и разорили Паннонию.

### Карантания во времена венгерской агрессии
История Карантании до 976 года не совсем ясна. Источники сообщают, что в 900 году на территории Венгрии не было ни одной христианской души. 5 июля 907 года немецкое сопротивление венграм было сломлено в Братиславе, и правитель Карантании, Лютпольд, также участвовал в этом столкновении. Вся восточная граница Карантании, а также части южных и северных границ изменились. Таким образом, территория центрального Поморья и почти вся территория современной Словении была временно потеряна. На юго-западе венгры следовали за остатками римского наследия в Италию (в направлении современных городов Птуй-Целе-Любляна). Хотя огромные каринтийские районы были утрачены и территориальный контакт Карантании с западными славянами также был потерян, набеги венгров в какой-то степени препятствовали проникновению немецкой колонизации в Каринтию. Период неопределённости подошёл к концу только в 949 году, когда Баварско-карантийской армии удалось проникнуть в сердце Венгрии. Чуть позже, в 955 году, немецкому королю Отону Великому удалось победить венгров в битве при Аугсбурге на реке Лех.
В частности, немецкая историография придерживалась мнения, что Герцогство Карантания было восстановлено только в 976 году. Каринтия считалась герцогством баварского правителя с момента распада «Королевства Карантанов» до 976 года. Мнения о тогдашней связи между Карантанией и Баварией разделились, скорее всего, это был личный союз между двумя герцогствами, но только в 976 году, в результате политического отделения от Баварии, Карантания была возведена в статус княжества.

## Территория
Ядром Карантании являлась территория современной федеральной земли Каринтия (верховья Дравы), где располагалась столица княжества — Крнски град (Карнбург на Госпосветском поле, к северу от Клагенфурта). В периоды наибольшего расширения территория Карантании включала, помимо Каринтии, Штирию, Восточный Тироль, восточные регионы Зальцбурга, часть территории Верхней и Нижней Австрии. Вероятно также, что в состав Карантании входили земли современной Словении.

## Этнический состав и социальная структура
Большинство населения Карантании составляли славяне, переселившиеся в этот регион в VI веке. Сохранилось также романизированное кельтское население, а также потомки римлян (главным образом в городах). На ранней стадии истории страны, вероятно, существовали поселения аваров. Правящий класс был практически полностью славянским. «Повесть временных лет» упоминает древнеславянский народ хорутане рядом с сербами и белыми хорватами.
В Карантании достаточно быстро произошла социальная дифференциация. Оформился слой зависимого крестьянства и словенской феодальной знати. Сложилась особая прослойка косезов (лат. kosez) (потомки дружинников князя), сохранивших своё привилегированное положение и право избрания князя даже после вхождения Карантании в состав Священной Римской империи. Косезы были лично свободными, имели право ношения оружия, могли быть судимы только равными и обладали исключительным правом возведения князя на престол. Князья Карантании были выборными, однако вскоре сложилась традиция избрания князя из представителей одной семьи. При возведении на престол князь подтверждал права и привилегии косезов и карантанской знати.

## Обряд избрания князя

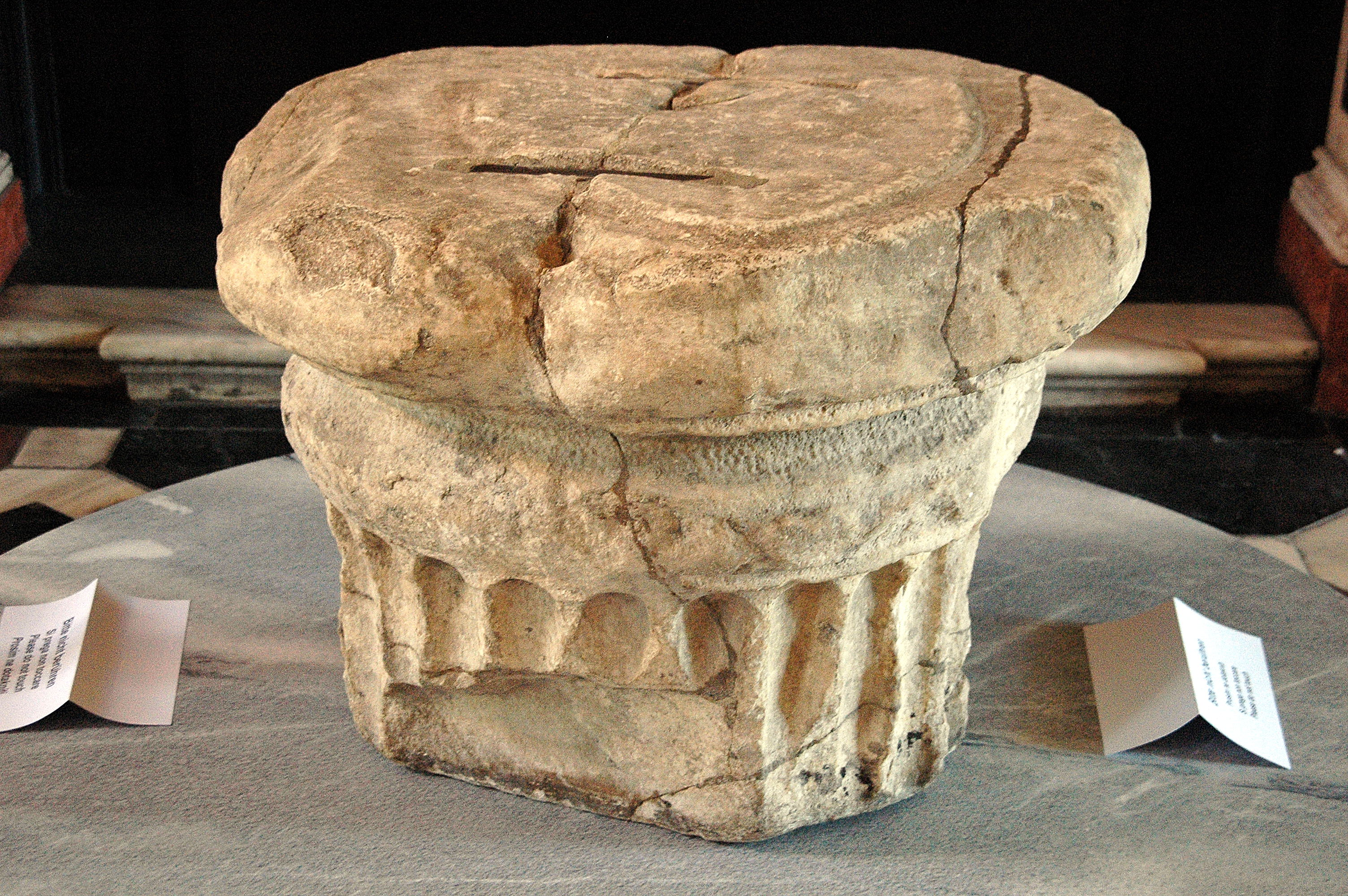
«Княжеский камень»

Карантания наиболее известна благодаря своему древнему ритуалу избрания и коронации князей этого государства. Эта традиция сохранилась и после падения славянского княжества и создания немецкого герцогства Каринтия. Последним монархом, коронованным согласно карантанскому обряду, был в 1414 году герцог Эрнст Железный из династии Габсбургов.
Церемония избрания князя проходила на словенском языке на особом Княжеском камне, представляющим собой остаток древней кельтской колонны, недалеко от Крнского града. Правом избрания князя пользовались все свободные землевладельцы Карантании. На их собрании избирался один представитель — судья, который подвергал кандидата на княжеский престол ритуальному опросу, а затем спрашивал согласия народного собрания на его избрание. Собрание могло отвергнуть кандидатуру князя, что случалось даже в период герцогства Каринтии в середине XI века. Если собрание соглашалось на избрание князя, последний должен был принести особую присягу, причём делал он это, сидя на каменном Княжеском троне, установленном на Госпосветском поле (современный Цольфельд, Каринтия).
Этот обряд был описан в книге Жана Бодена «Шесть книг о республике» (Six livres de la Republique). Поскольку эту книгу читал Томас Джефферсон, карантанский обряд избрания князя повлиял на процедуру избрания президента и текст Декларации независимости США, разработанные Джефферсоном.

## Политическое развитие
С самого начала существования Карантанского княжества оно вело практически непрерывную борьбу за существование со своими соседями: Аварским каганатом, лангобардами, баварами. Особенно усилилось аварское давление в начале VIII века. Карантанцы были вынуждены искать помощи у баваров. В 745 году после особенно разорительного набега аваров карантанский князь Борут обратился за поддержкой к герцогу Баварии Одило, а взамен за помощь признал сюзеренитет Баварии над Карантанией.

## Религия

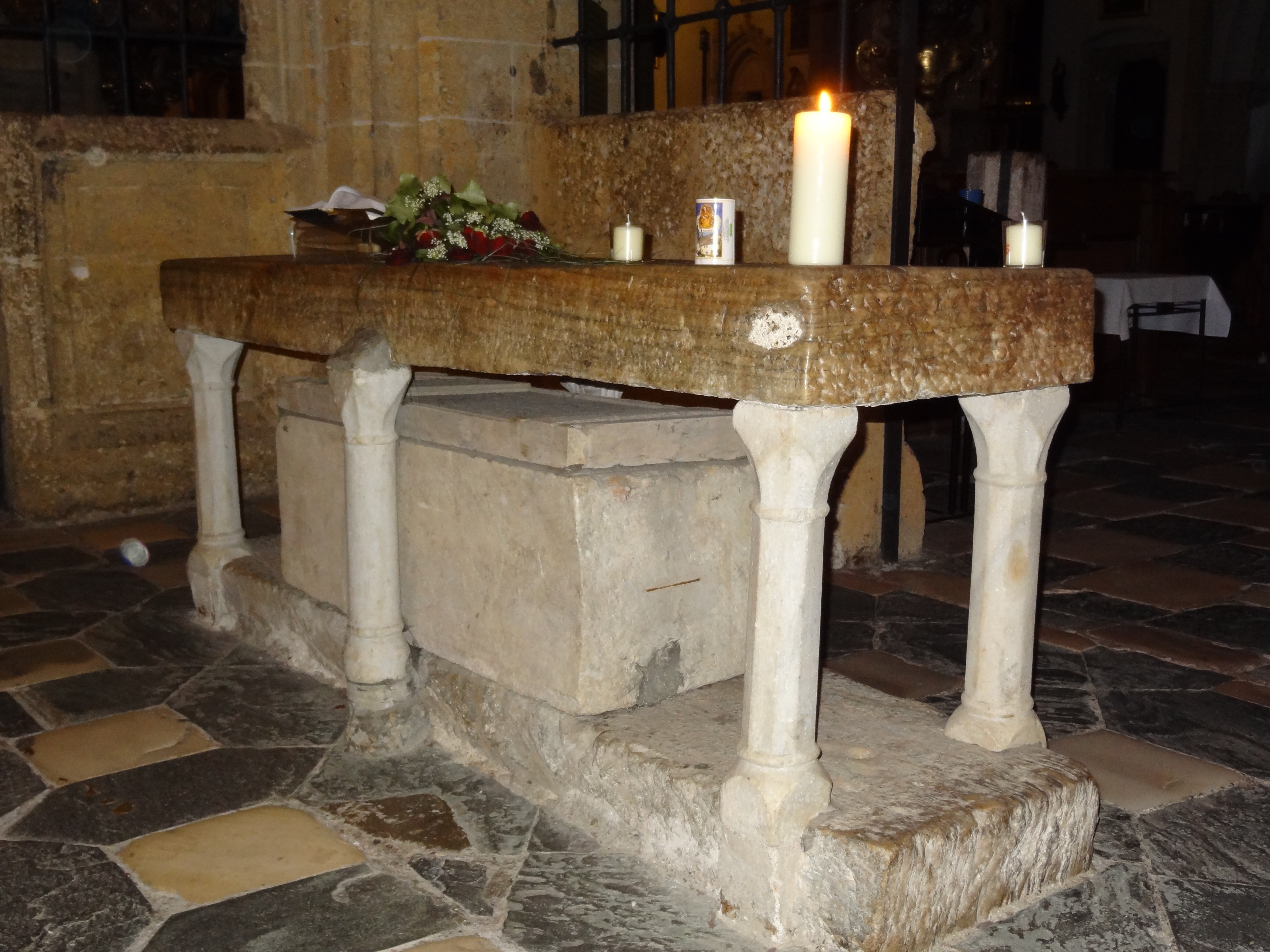
Могила святого Модеста в Госпа Свете

Христианизация славянского населения Карантании началась ещё в 630-х годах миссией франкского монаха Св. Аманда. Около 700 года при дворе карантанского князя появился Св. Руперт, будущий основатель Зальцбургского епископства. Зальцбург стал и главным центром христианизации славян Карантании, которая резко усилилась во второй половине VIII века, после установления баварского сюзеренитета. Князь Борут отослал своих сыновей Горазда и Хотимира в Баварию, где они приняли христианство и воспитывались в немецких традициях. После вступления Хотимира на карантанский престол он основал в княжестве несколько монастырей, ввёл подать в пользу церкви и пригласил проповедовать христианство среди славян Св. Модеста, ставшего апостолом словенцев. После смерти Хотимира в Карантании вспыхнуло восстание против христианства и немецкого влияния, но в 772 г. оно было подавлено и в стране окончательно утвердилась христианская религия. Таким образом Карантания стала одним из первых славянских государств, принявших христианство из Рима.
В 788 году Бавария была разгромлена франками и, вместе с Карантанией, вошла в состав империи Карла Великого.

Карантания на карте империи франков (800 г.)

## Падение Карантании
После вхождения в состав франкской империи Карантания сохранила свою автономию. Карантанский князь Войномир в 796 году по повелению герцога Фриуля Эрика предпринял поход на аваров, одержал победу и разгромил столицу Аварского каганата. В 803 году аварская держава перестала существовать. Князьями Карантании при франках оставались славяне, однако постепенно усиливалось немецкое влияние, прежде всего со стороны Фриульской марки, которой юридически подчинялось карантанское княжество. Германизация вызвала в 819 году восстание славян Нижней Паннонии, долины Савы и части Карантании во главе с Людевитом Посавским. Восстание было вскоре разгромлено, чем воспользовались франки, сместив в 820 году славянского князя Карантании и разделив её территорию между несколькими немецкими маркграфами. Славянская знать была отстранена от власти, немецкие колонисты, дворяне и церковь получили значительные земельные владения.
В результате Карантанское княжество перестало существовать. Оно вошло в состав Баварского герцогства, а в 976 году было сформировано новое государственное образование — герцогство Каринтия, в состав которого вошли территории бывшей Карантании и часть северо-итальянских земель.

## Правители Карантии
- Валук (631 — VII в.)
- неизвестные
- Борут (ок. 740—750)
- Горазд, сын Борута (750—752)
- Хотимир, племянник Борута (752—769)
- Вальтунк (772—786)
- Домислав (Домициан Карантанский[англ.])
- Прибислав (ок. 786—800)
- Семика (ок. 800—ок. 810)
- Стоймир (ок. 810—ок. 820)
- Этгар (ок. 820—ок. 828)